# Conti e marchesi di Namur
Il primo fra i conti e marchesi di Namur, nel territorio che corrisponde approssimativamente a quello dell'attuale municipalità belga di Namur, è stato creato verso la fine del IX secolo dall'imperatore del Sacro Romano Impero, il carolingio, Carlo III (Karolus divina favente elementia imperator augustus) ad un suo vassallo, come risulta dal documento n° 105 del Karoli III Diplomata.

## Conti del Pagus Lommensis
- 884 circa - 907 circa  Roberto
- 907 circa - 945 circa  Berengario

## Conti di Namur
- 945 circa - 980 circa   Roberto I, probabile discendente del precedente
- 980 circa - 1010 circa  Alberto I, figlio del precedente
- 1010 circa - 1030 circa Roberto II, figlio del precedente
- 1030 circa - 1063 circa Alberto II, fratello del precedente, figlio di Alberto I
- 1063 circa - 1102       Alberto III, figlio del precedente
- 1102 - 1139             Goffredo I, figlio del precedente
- 1139 - 1189             Enrico I, figlio del precedente. Enrico I, senza discendenza, nel 1163, aveva nominato suo erede il marito della sorella, Alice, Baldovino IV, Conte di Hainaut, ed in caso di morte di Baldovino IV, i suoi discendenti; dopo la morte di Baldovino IV di Hainaut, nel 1171, era divenuto erede di Enrico I il figlio, Baldovino V di Hainaut, ma la nascita di Ermesinda, figlia di Enrico I e della sua seconda moglie[2], rimise in discussione l'eredità di Baldovino V, che si appellò all'imperatore, Federico Barbarossa, che, nel 1187, confermò Baldovino V erede della contea di Namur[3], e, nel 1188, riconoscendogli ancora il suo diritto di successione, trasformò la contea in margraviato[2].
Allora tra il 1188 ed il 1189, Baldovino V, approfittando del fatto che Enrico era vecchio e malato e Enrico II di Champagne era impegnato nella guerra col re di Francia Filippo II Augusto, occupò la contea di Namur[4].

## Marchesi di Namur
Dinastia delle Fiandre 

Armi di Filippo I, che divennero del marchesato

- 1189 - 1195  Baldovino I, nipote del precedente e capostipite della Dinastia delle Fiandre, anche Conte di Hainaut e Conte di Fiandra
- 1195 - 1212  Filippo I, figlio del precedente
- 1212 - 1217  Iolanda, sorella del precedente, figlia di Baldovino V, che fu anche imperatrice reggente dell'impero latino di Costantinopoli per conto di suo marito Pietro II di Courtenay.

 Casato di Courtenay 
- 1217 - 1226  Filippo II, figlio della precedente e di Pietro II di Courtenay
- 1226 - 1229  Enrico II, fratello del precedente, figlio di Yolanda e di Pietro II di Courtenay
- 1229 - 1237  Margherita, sorella del precedente, figlia di Yolanda e di Pietro II di Courtenay
- 1237 - 1256  Baldovino II, fratello della precedente, figlio di Yolanda e di Pietro II di Courtenay, che fu anche imperatore dell'impero latino di Costantinopoli.

 Casato delle Ardenne 
- 1256 - 1264 Enrico III, nipote di Enrico I (figlio di Ermesinda di Lussemburgo, figlia di Enrico I), che occupò il marchesato con la forza.
- 1264 - 1297 Isabella, figlia del precedente, che aveva sposato Guido di Dampierre, che, nel 1263 aveva acquistato il marchesato da Baldovino II di Costantinopoli

 Casa dei Dampierre 
- 1264 - 1305 Guido I, che aveva acquistato il marchesato da Baldovino II, nel 1263 e dal 1264 era marito di Isabella di Lussemburgo, figlia di Enrico III
- 1297 - 1330 Giovanni I, figlio del precedente e di Isabella
- 1330 - 1335 Giovanni II, figlio del precedente
- 1335 - 1336 Guido II, fratello del precedente, figlio di Giovanni I
- 1336 - 1337 Filippo III, fratello del precedente, figlio di Giovanni I
- 1337 - 1391 Guglielmo I, fratello del precedente, figlio di Giovanni I
- 1391 - 1418 Guglielmo II, figlio del precedente
- 1418 - 1429 Giovanni III, fratello del precedente, figlio di Guglielmo I, che, nel 1321, vendette il marchesato al duca di Borgogna, Filippo il Buono, che ne entrò in possesso alla morte di Giovanni III[5].

 Casata di Borgogna 

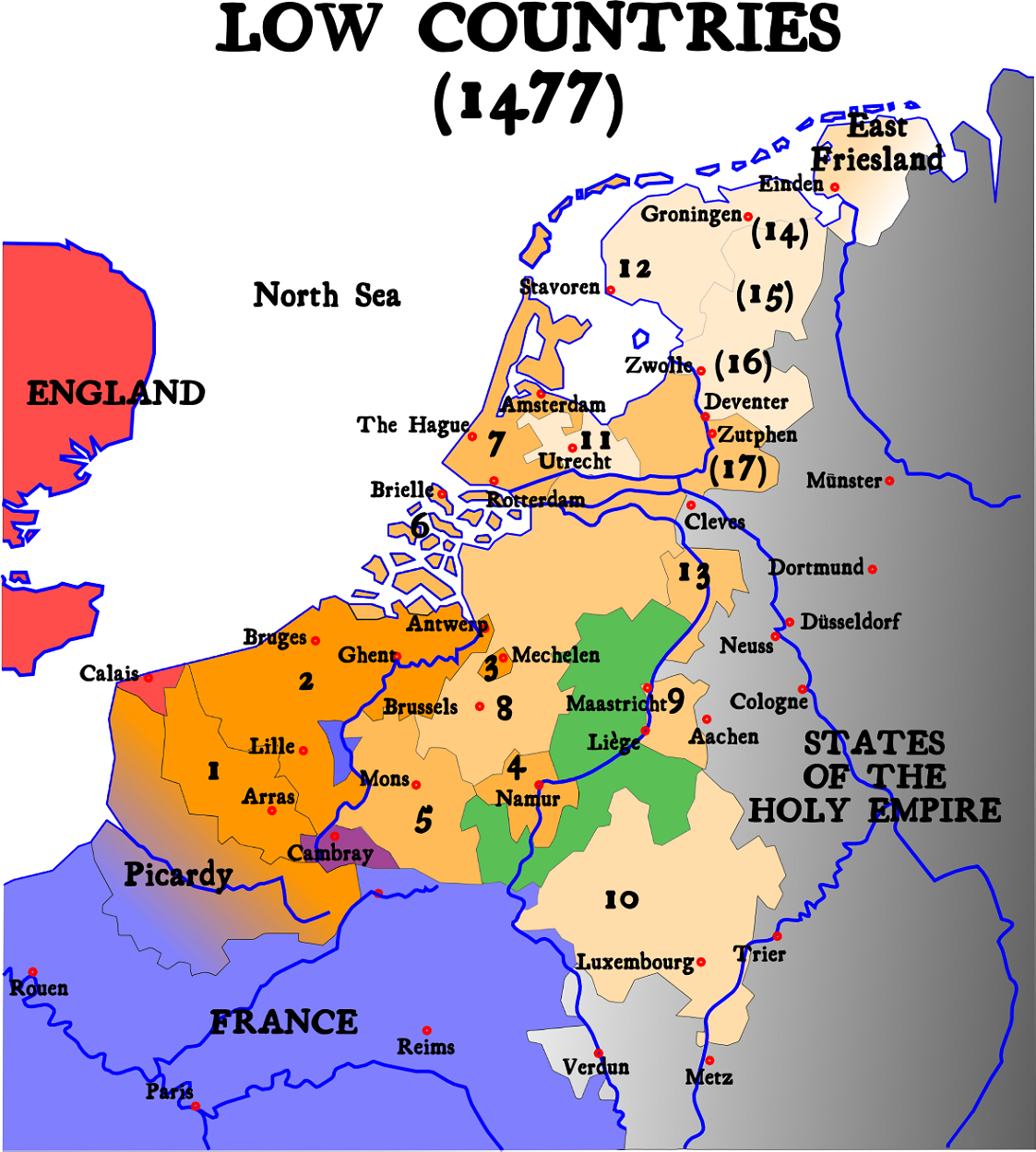
Mappa dei Paesi Bassi nel 1477, i futuri Paesi Bassi borgognoni; la contea di Namur corrisponde al n° 4.

- 1429 - 1467 Filippo IV, duca di Borgogna, che aveva acquistato il marchesato da Giovanni I[5]
- 1467 - 1477 Carlo I, figlio del precedente
- 1477 - 1482 Maria, figlia del precedente, che sposò il futuro Imperatore del Sacro Romano Impero, Massimiliano I d'Asburgo, che, dopo la morte della moglie, nel 1484, inglobò il marchesato di Namur nei Paesi Bassi borgognoni, comprendenti diversi ducati e contee, corrispondenti all'incirca all'attuale Benelux, più alcuni dipartimenti francesi.

### Fonti primarie
- (LA)  Monumenta Germaniae Historica, Diplomata Regum Germaniae ex stirpe Karolinorum, Tomus II, Karoli III Diplomata
- (LA)  Opera diplomatica et historica, tomus primus

### Letteratura storiografica
- Austin Lane Pool, "Federico Barbarossa e la Germania", cap. XXIV, vol. IV (La riforma della chiesa e la lotta tra papi e imperatori) della Storia del mondo medievale, 1999, pp. 823–858
- (FR)  Histoire généalogique de la maison royale de Dreux (Paris), Luxembourg.